# Kamenný Přívoz
Kamenný Přívoz (niem. Steinüberfuhr) je obec v okrese Praha-západ, kraj Středočeský, asi 4 km jižně od Jílového u Prahy. Obec je rozdělena na dvě části řekou Sázavou. Obě strany jsou spojeny železným mostem. Žije zde přibližně 1 600 obyvatel. Kamenný Přívoz je známou rekreační oblastí obyvatel hl. m. Prahy. Kamenný Přívoz proslavila také železniční trať tzv. Posázavský pacifik, známý také jako „delší Čerčaňák“, který vede z Prahy do Čerčan.

## Části obce
Obec Kamenný Přívoz se skládá ze čtyř částí na dvou katastrálních územích:
- Kamenný Přívoz (i název k. ú.)
- Hostěradice (i název k. ú.) s osadou Rakousy
- Kamenný Újezdec (leží v k. ú. Kamenný Přívoz)
- Žampach (leží v k. ú. Kamenný Přívoz)

## Historie
První písemná zmínka o obci pochází z roku 1310. Místní kronika začíná po první světové válce. Místní část Hostěradice jsou nejstarší ze čtyř částí Kamenného Přívozu. Na trati Posázavský pacifik se nachází mezi městem Jílové u Prahy a Kamenným Přívozem tzv. Žampašský most, z let 1898 až 1900, jenž patří mezi nejzajímavější stavby v okolí obce. Za druhé světové války se část vsi na levém břehu Sázavy stala součástí vojenského cvičiště Zbraní SS Benešov a její obyvatelé se museli 15. září 1942 vystěhovat.

### Územněsprávní začlenění
Dějiny územněsprávního začleňování zahrnují období od roku 1850 do současnosti. V chronologickém přehledu je uvedena územně administrativní příslušnost obce v roce, kdy ke změně došlo:
- 1850 země česká, kraj Praha, politický okres Jílové, soudní okres Jílové[4]
- 1850 země česká, kraj Praha, politický okres Jílové, soudní okres Jílové
- 1855 země česká, kraj Praha, soudní okres Jílové
- 1868 země česká, politický okres Karlín, soudní okres Jílové
- 1884 země česká, politický okres Královské Vinohrady, soudní okres Jílové[5]
- 1921 země česká, politický okres Královské Vinohrady expozitura Jílové, soudní okres Jílové[6]
- 1925 země česká, politický i soudní okres Jílové[7]
- 1939 země česká, Oberlandrat Praha, politický i soudní okres Jílové[8]
- 1942 země česká, Oberlandrat Praha, politický okres Praha-venkov-jih, soudní okres Jílové[9]
- 1945 země česká, správní i soudní okres Jílové[10]
- 1949 Pražský kraj, okres Praha-východ[11]
- 1960 Středočeský kraj, okres Praha-západ
- 2003 Středočeský kraj, obec s rozšířenou působností Černošice

### Rok 1932
V obci Kamenný Přívoz (přísl. Kamenný Újezdec, Žampach, 862 obyvatel, telefonní úřad, poštovna, četnická stanice) byly v roce 1932 evidovány tyto živnosti a obchody: bednář, cihelna, 2 obchody s drůbeží, 2 drůbežárny, družstvo pro rozvod elektrické energie v Kamenném Přívoze, elektrotechnický závod, holič, 6 hostinců, hotel, kolář, kovář, 2 krejčí, 2 lomy, 2 mlýny, 3 obuvníci, 3 pekaři, pila, 7 rolníků, 4 řezníci, sadař, 6 obchodů se smíšeným zbožím, spořitelní a záložní spolek pro Kamenný Přívoz, 3 trafiky, truhlář, obchod s uhlím.

## Pamětihodnosti
- Žampašský most
- Kostel svaté Ludmily s velkým hřbitovem
- Železný most
- Stará pošta (naproti nové poště)

## Významní občané
- básník a prozaik Jan Morávek (1. 5. 1888 až 4. 4. 1958), který ve svých knihách popisuje svoje dětství a život u řeky Sázavy
- přední český motokrosový závodník Jaroslav Falta

## Doprava

### Dopravní síť

#### Pozemní komunikace
Obcí procházejí silnice II/105 Praha – Jílové u Prahy – Kamenný Přívoz – Neveklov – Sedlčany a II/106 Štěchovice – Kamenný Přívoz – Týnec nad Sázavou – Benešov.

#### Železnice
Obcí vede železniční trať Praha – Vrané nad Vltavou – Čerčany. Je to jednokolejná regionální trať, doprava byla v úseku Jílové u Prahy – Čerčany zahájena roku 1897.

### Veřejná doprava 2011

#### Autobusová doprava
Z obce vedly autobusové linky např. do těchto cílů: Benešov, Jílové u Prahy, Krhanice, Netvořice, Neveklov, Praha, Týnec nad Sázavou.

#### Železniční doprava
Po trati Praha – Vrané nad Vltavou – Čerčany vede linka S8 (Praha – Vrané nad Vltavou – Čerčany) v rámci pražského systému Esko. Železniční zastávkou Kamenný Přívoz jezdilo denně 13 párů osobních vlaků.